# Шансель Мбемба Мангулу
Шансель Мбемба Мангулу (фр. Chancel Mbemba, нар. 8 серпня 1994, Кісангані) — конголезький футболіст, захисник клубу «Олімпік» (Марсель) та національної збірної Демократичної Республіки Конго.

## Клубна кар'єра
Народився 8 серпня 1994 року в місті Кісангані в сім'ї з дев'яти дітей. Його мати Антуанетта, колишня баскетболістка, яка представляла збірну ДР Конго. Вихованець юнацьких команд конголезьких футбольних клубів «Ла Грас», «Мпуту» та «Етаншете». 2012 року потрапив у структуру бельгійського «Андерлехта».
28 липня 2013 року в матчі проти «Локерена» Мбемба Мангулу дебютував у Жюпіле Лізі. 18 жовтня в поєдинку проти «Монса» він забив свій перший гол за клуб. За підсумками сезону 2013/14 Шансель допоміг команді виграти чемпіонат, а також став дворазовим володарем Суперкубка Бельгії. В другому сезоні також був основним гравцем команди, взявши за два роки участь у 55 матчах чемпіонату. 
Влітку 2015 року перейшов до англійського клубу «Ньюкасл Юнайтед», підписавши контракт з клубом на п'ять років. Відтоді встиг відіграти за команду з Ньюкасла 5 матчів в національному чемпіонаті.

## Виступи за збірні
Залучався до складу молодіжної збірної Демократичної Республіки Конго. У 2013 році в складі «молодіжки» Шансель виступав на Турнірі в Тулоні.
17 червня 2012 року дебютував в офіційних матчах у складі національної збірної Демократичної Республіки Конго в кваліфікації до КАН-2013 проти збірної Сейшельських островів (3:0). 
На початку 2013 року Мебемба-Мангулу потрапив в заявку збірної ДР Конго на Кубку Африки. На турнірі він був запасним і не зіграв жодної хвилини. 
На початку 2015 року вдруге поїхав на Кубок Африки в Екваторіальній Гвінеї. На турнірі він взяв участь у всіх шести матчах і став разом з командою бронзовим призером змагань.
Наразі провів у формі головної команди країни 44 матчі, забив 3 голи.

## Титули і досягнення
- Чемпіон Бельгії (2):

«Андерлехт»: 2012–13, 2013–14
- Володар Суперкубка Бельгії (2):

«Андерлехт»: 2013, 2014
- Володар Суперкубка Португалії (2):

«Порту»: 2018, 2020
- Чемпіон Португалії (2):

«Порту»: 2019–20, 2021–22
- Володар Кубка Португалії (2):

«Порту»: 2019–20, 2021–22
- Бронзовий призер Кубка африканських націй: 2015